# GooPhone
 (février 2025).
GooPhone est un fabricant de téléphones chinois basé à Hong Kong.

## Historique
GooPhone est connu au cours de l'été 2012 pour avoir plagié l'iPhone 5 d'Apple.

## Produits
Aujourd'hui[Quand ?], dans une tranche de prix variant entre 200 et 300 dollars, GooPhone propose des clones de smartphones haut de gamme (flagships), comme l'iPhone XS, l'IPhone 11, le Galaxy S9, le Galaxy S10 ou encore le Galaxy Note 9[réf. nécessaire].
L’i5[Quand ?] est composé d’une RAM de 512 Mo, fonctionnant sous android 4.0, est doté d’un processeur MTK6577 dualcore 1,2 Ghz et d’un appareil photo 8 mégapixels avec un écran de 4 pouces pour une définition de 960 × 540 pixels.